# Cassini–Huygens
A Cassini–Huygens az Amerikai Egyesült Államok űrügynöksége, a NASA által 17 ország, köztük Magyarország részvételével szervezett űrprogram szondája, amelyet Giovanni Cassini olasz származású francia csillagászról neveztek el. Ez a tudományos célú űrkutatás eddigi legnagyobb szabású vállalkozása, célja volt 2004 és 2008 között a Szaturnusz bolygó környezetének vizsgálata és egy leszállóegység, a Huygens eljuttatása a Titán hold felszínére. A programot 2017. szeptember 15-éig meghosszabbították.
A Cassini tudományos céljai: a gyűrűk háromdimenziós szerkezetének és dinamikus viselkedésének meghatározása; a holdak felszíni összetételének és geológiai múltjának meghatározása; a Iapetus vezető félgömbjén található sötét anyag eredetének és természetének meghatározása; a magnetoszféra viselkedésének és háromdimenziós szerkezetének mérése; a Szaturnusz légkörének vizsgálata a felhők szintjén; a titáni felhők időbeli változásának vizsgálata; a Titan felszínének vizsgálata;
A Cassini orbitert a kaliforniai Jet Propulsion Laboratory (JPL) építette, a Huygens landert az Európai Űrügynökség, az orbiter nagy teljesítményű antennáját az Olasz Űrügynökség.
A Cassini–Huygens program összköltsége 3,26 milliárd dollár, amiből 1,4 milliárd az építés, 704 millió a működtetés, 54 millió a követés és 422 millió a Titan IV hordozórakéta.
A Cassini 2017. szeptember 15-én befejezte a küldetését azzal, hogy belemerült a Szaturnusz légkörébe, és ott megsemmisült.

## Küldetés
A nagyméretű űrszonda TitanIV/Centaur rakéta segítségével 1997. október 15-én sikeresen elindult Cape Canaveralról. A Cassini a Vénusz (1998. április 26., 1999. június 24.), majd a Föld (1999. augusztus 18.) és a Jupiter (2000. december 30.) gravitációs lendítését kihasználva jutott el a Szaturnusz közelébe 2004 júniusában. A Jupiter megközelítésekor először vizsgálhatták a kutatók egyszerre két űreszközzel a bolygót (a másik űreszköz a Galileo űrszonda volt). A Cassini megérkezése után 2004 július elején állt pályára a Szaturnusz körül. Azelőtt átrepült a gyűrűkön és 2068 kilométerre közelítette meg a Phoebe holdat. Elhaladása alatt minden műszerét az égitestre irányította. Órákkal később az antennák már újra a Föld felé néztek, a műhold jeleit a Deep Space Network madridi és kaliforniai antennái vették. A Cassini óránkénti 20 900 kilométeres sebességgel haladt a Szaturnuszhoz viszonyítva. 23 éve nem járt űreszközünk a Phoebe közelében. A Voyager–2 1981-ben 2,2 millió kilométeres távolságban haladt el a hold mellett, ami a Cassini elhaladási távolságának ezerszerese.

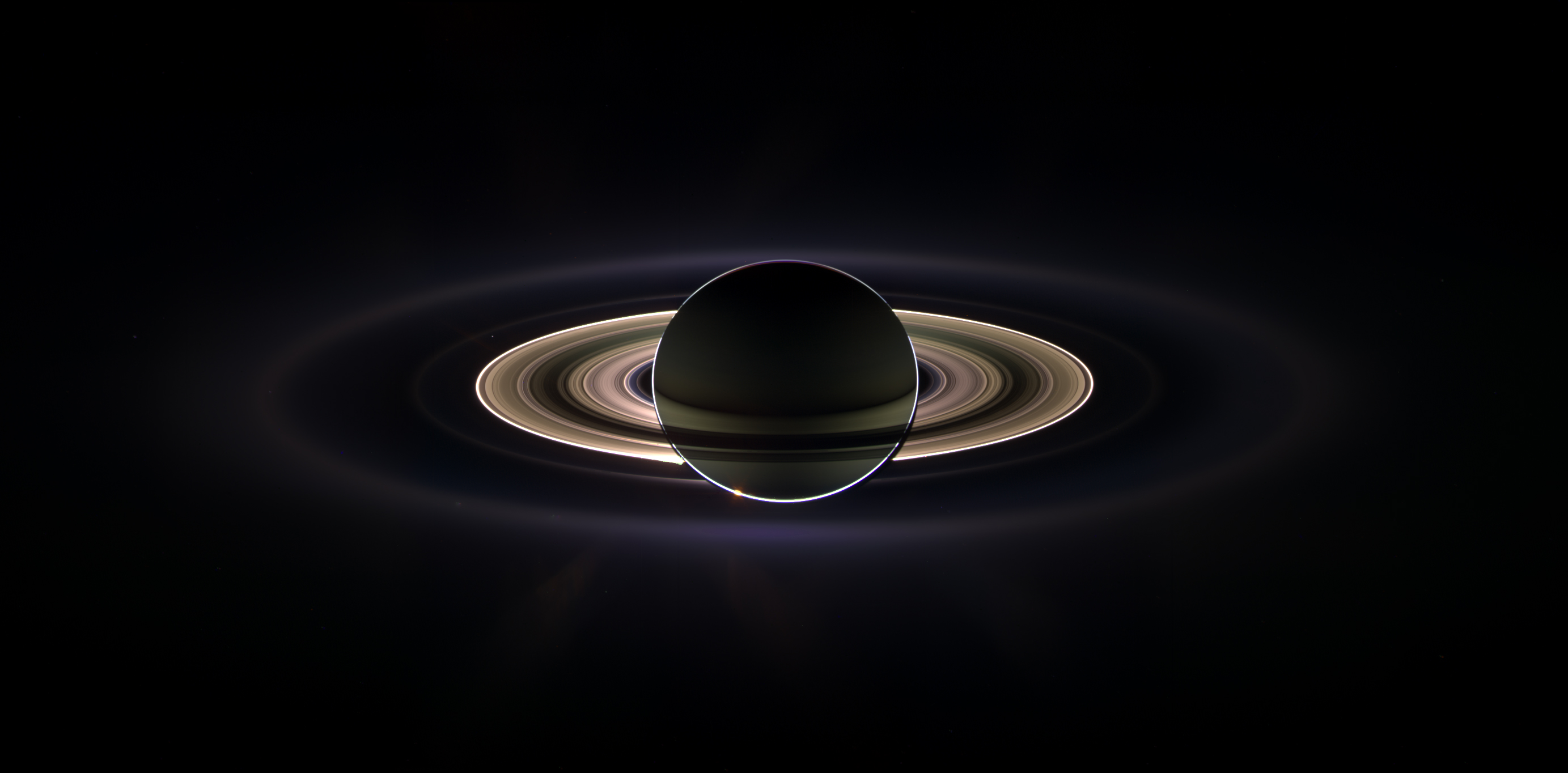
A Cassini felvétele egy napfogyatkozásról, amikor a Szaturnusz fedi el a Napot

2004. október 26-án a Cassini űrszonda mindössze 1200 kilométerre repült el a Szaturnusz óriásholdja, a Titán felszíne felett. Az eddigi legnagyobb közelítés során számos felvétel készült az égitestről, amelyek minden korábbinál részletesebben mutatják meg a sűrű felhőréteg mögött rejtőzködő felszín egyes területeit. Az akkori eredmények szerint a Titánnak nincsen mágneses mezeje.
A Huygens leszállóegység 2004. december 25-én, magyar idő szerint hajnali 4:24-kor sikeresen különvált a Cassini űrszondától. Ezzel megkezdte háromhetes útját a Titánig, amelyre 2005. január 14-én ereszkedett le. A Huygens adatait a Cassini űrszonda közvetítette a Földre, mivel a leszállóegység adóberendezése túl gyenge volt a közvetlen sugárzáshoz. Sajnálatos módon a rögzített tudományos mérések és képek nagy része nem jutott el a Földre, mert a Huygens adóegysége egy tervezési hibát tartalmazott, ugyanis nem vették figyelembe a Doppler-effektus hatását.

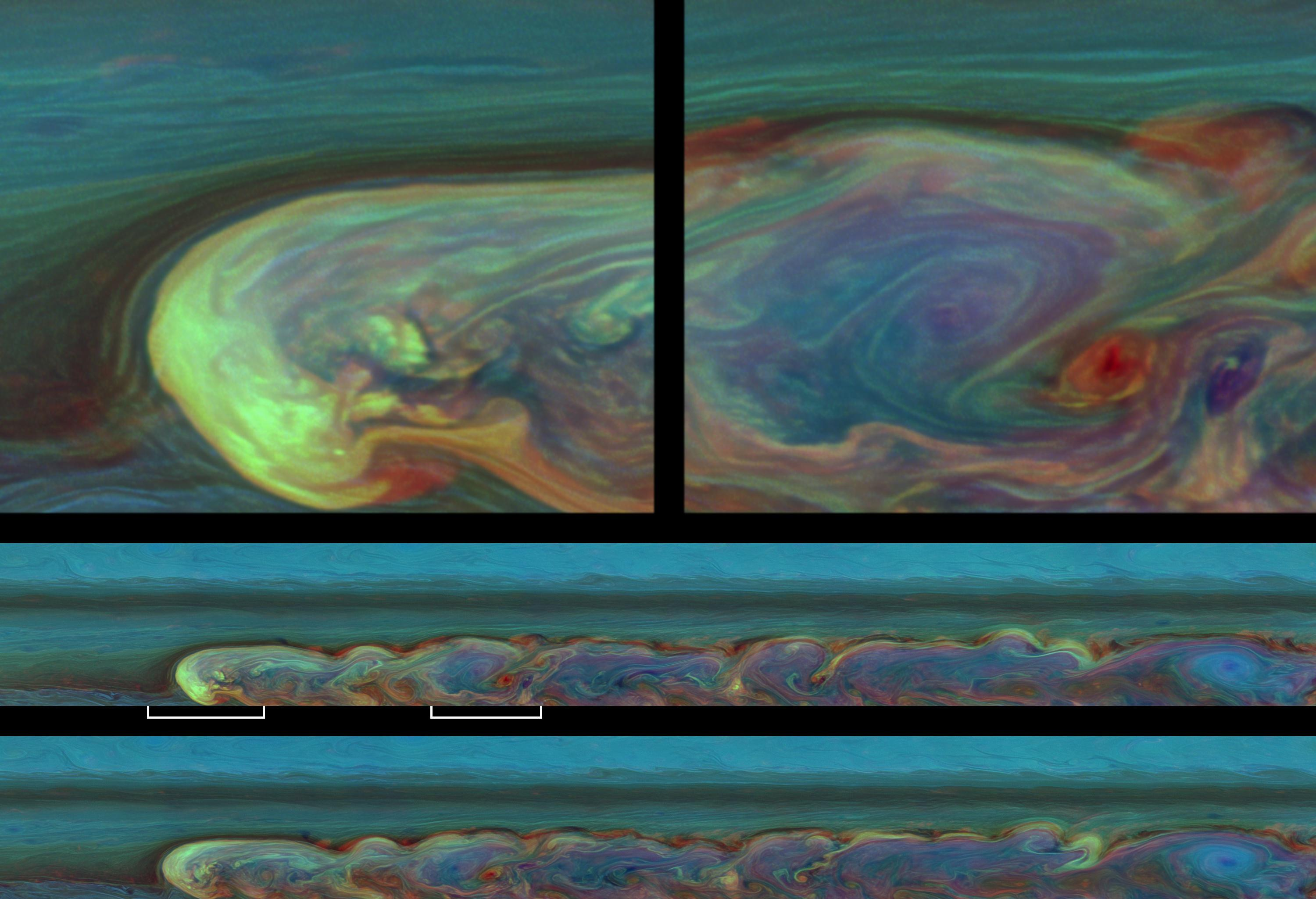
Hamisszínes kép a viharról

2010-ben a Cassini hatalmas vihart észlelt a Szaturnuszon. A vihar apró pontként kezdte egyetlen képkockán 2010. december 5-én, majd olyan nagy viharrá nőtt, hogy 2011 januárjára teljesen körbeérte a bolygót. A kolosszális vihar, mely észak-dél irányban mintegy 15 ezer kilométerre terjedt ki, a legnagyobb, melyet a Szaturnuszon az utóbbi két évtizedben észleltek, és az eddigi legnagyobb, amelyet addig a bolygón megfigyeltek. Ugyanazon a napon, amikor a Cassini nagy felbontású kamerái lencsevégre kapták a vihar első felvételeit, rádió- és plazmahullám készüléke észlelte a vihar elektromos aktivitását is, felfedve, hogy úgynevezett konvektív viharról van szó, ami erős feláramlással rendelkezik. A vihar 200 napos aktív periódusával a leghosszabb, bolygót átfogó viharrá vált, melyet a Szaturnuszon valaha megfigyeltek. A korábbi rekordtartó egy 1903-as kitörés volt, ami 150 napig állt fenn. A Hubble űrtávcsővel 21 évvel azelőtt észlelt nagyobb légköri zavar, mely hasonlított a jelenlegi viharhoz, csak 55 napig tartott.
A Cassini 2016. december 4-én nagyjából merőlegesen keresztezte a gyűrűk pályasíkját mintegy 91 000 km távolságban a bolygó felső felhőrétegétől számítva. A külső halvány, porszerű gyűrűt a Szaturnusz két apró holdja, a Janus és az Epimetheus hozza létre, ez kifelé 11 000 km távolságra van az F gyűrűtől. Ez előtt egy órával az űrszonda kb. 6 másodpercre bekapcsolta a hajtóművét, és 30 perc múlva keresztezte a gyűrűk keringési síkját, ezzel egy időben becsukta a hajtóművet védő kupolát, hogy védje azt.
Mivel az üzemanyag fogyóban volt, úgy döntöttek, hogy az Enceladus védelmében a szondát 2017. szeptember 15-én a Szaturnusz légkörébe irányítják, hogy ott megsemmisüljön, így kizárható, hogy egy későbbi, ellenőrizetlen lezuhanással az Enceladus ismeretlen bioszféráját földi baktériumok szennyezzék.

## Az űrszonda

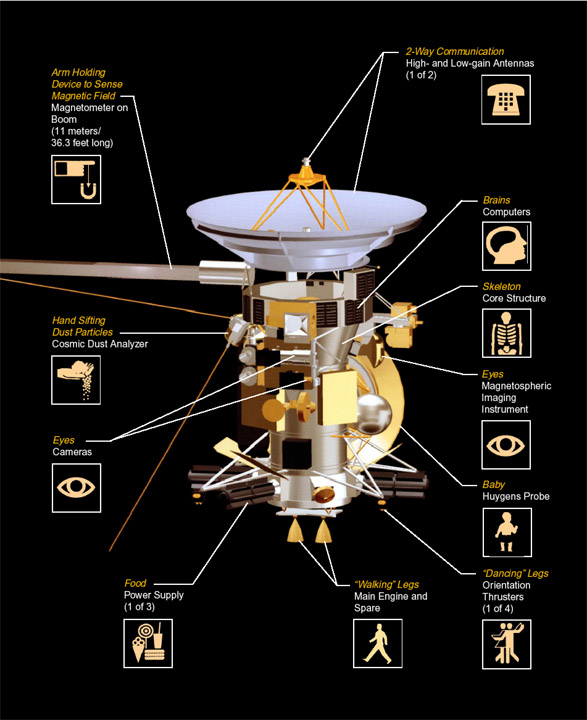
A Cassini részei

Az 5712 kg-os űrszonda 366 kg tömegű tudományos műszert, valamint a 320 kg-os Huygens leszállóegységet vitte magával. Ennél nagyobb tömege csak a szovjet Fobosz-program Marshoz küldött két űrszondájának volt. A Szaturnusz nagy távolsága miatt a Cassinivel nem lehet valós idejű kommunikációt folytatni. Az energiatermelésre radioizotópos generátort (RTG) használ. Az RTG modul építéséhez 38,2 kg plutónium-238 izotópot  használtak fel.
Az MTA KFKI Részecske- és Magfizikai Kutatóintézet (RMKI) kutatói a fedélzeti magnetométer (MAG) és a plazmaspektrométer (CAPS) létrehozásában vettek részt a földi ellenőrző berendezések és a kalibráló rendszerek megépítésével. A NASA díjjal ismerte el tevékenységüket. Az RMKI egy-egy munkatársa társkutatói szinten vesz részt a CAPS és a MAG kísérletben.
Adatok: tömeg: 5655 kg; magasság: 6,7 méter; szélesség: 4 méter.

## Műszerek

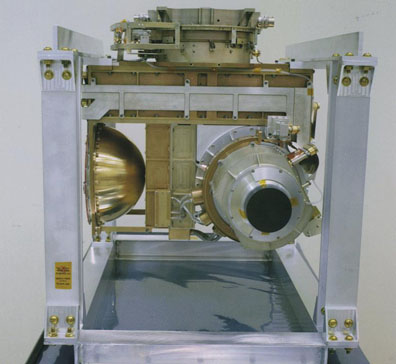
Cassini Plasma Spectrometer (CAPS)

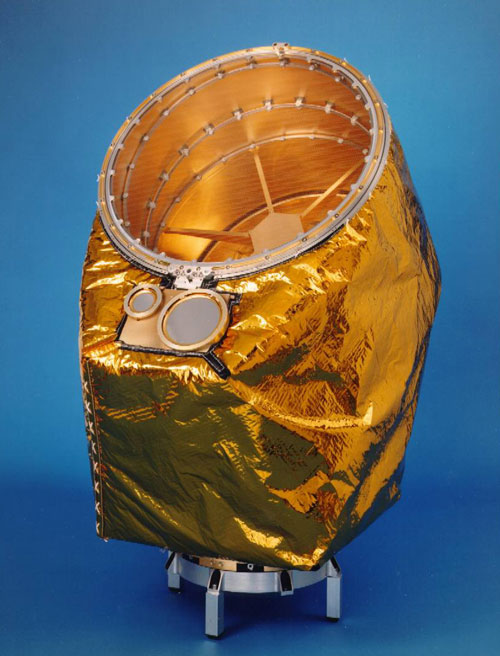
Cosmic Dust Analyzer (CDA)

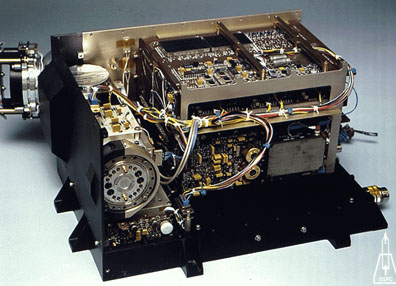
Ion and Neutral Mass Spectrometer (INMS)

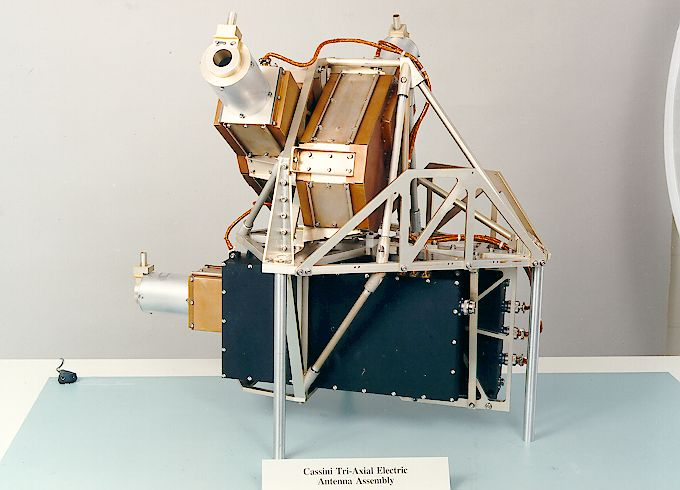
Radio and Plasma Wave Science instrument (RPWS)

- Cassini Plasma Spectrometer (CAPS): méri az elektronok és protonok energiáját és elektromos töltését. Méri a Szaturnusz ionoszférájából származó molekulákat és meghatározza a Szaturnusz mágneses terének konfigurációját. Méri még az itt található plazmát és a napszelet a magnetoszféra belsejében.
- Cosmic Dust Analyzer (CDA): méri a Szaturnuszhoz közeli apró porszemek nagyságát, sebességét és irányát. Ezeknek egy része a bolygó körül kering, másik része pedig valószínűleg a Külső-Naprendszerből származik.
- Composite Infrared Spectrometer (CIRS): méri a különböző objektumokról (légkör, gyűrűk vagy holdfelszín) érkező infravörös fényt, melynek alapján következtetni lehet a hőmérsékletre és az összetételre. Három dimenzióban térképezi fel a Szaturnusz légkörét a hőmérséklet, a nyomás, a gázösszetétel, az aeroszolok és felhők eloszlásának meghatározásához.
- Ion and Neutral Mass Spectrometer (INMS): a töltött részecskéket (mint a protonok és nehéz ionok) és semleges részecskéket (mint az atomok) vizsgálja a Titán és a Szaturnusz mellett. Méri továbbá a pozitív ionokat, illetve a jeges holdak és a gyűrűk semleges környezetét.
- Imaging Science Subsystem (ISS): felvételeket készít látható tartományban, valamint részben infravörös és ultraibolya tartományban. Az ISS-nek két kamerája van: egy széles látószögű kamera (Wide Angle Camera, WAC) és egy keskeny látószögű kamera (Narrow Angle Camera, NAC). Több százezer felvétel készül a Szaturnuszról, a holdakról és a gyűrűkről. Mindkét kamera érzékeny CCD-t használ detektorként. Mindegyik CCD 1024 négyzetpixelből áll, melyek oldalai egyenként 12 µm méretűek. A kamerarendszer több módon gyűjthet adatokat. A kamerák forgó szűrőkkel vannak ellátva, amelyek az elektromágneses spektrum különböző sávjaiban működnek, 0,2-1,1 µm hullámhossz között.
- Dual Technique Magnetometer (MAG): méri a Szaturnusz körüli mágneses mező erősségét és irányát. A mágneses mezőt részben a bolygó központi magja hozza létre. A mágnesesség mérésével lehetővé teszi a mag vizsgálatát. A MAG célja a Szaturnusz magnetoszférájának háromdimenziós modelljének létrehozása és a holdak szerepének vizsgálata a magnetoszférában.
- Magnetospheric Imaging Instrument (MIMI) : a Szaturnusz hatalmas mágneses mezője által csapdába ejtett részecskéket vizsgálja. Az adatokat a magnetoszféra dinamikájának, konfigurációjának és a napszéllel való kölcsönhatásának, a bolygó légkörének, a gyűrűknek és a holdaknak a vizsgálatára használják.
- Radio Detection and Ranging Instrument (RADAR): a Titan felszínét térképezi fel és méri a felszíni objektumok (hegyek, kanyonok) magasságát az elküldött és visszaverődő rádiójelek alapján. Ezen kívül a RADAR a Szaturnusz és a holdak által létrehozott rádióhullámokat is vizsgálja.
- Radio and Plasma Wave Science instrument (RPWS): méri a Szaturnusztól érkező rádiójeleket, beleértve a Szaturnusz, a Titan és a napszél kölcsönhatásából adódó rádióhullámokat. Meghatározza a neutronsűrűséget és a hőmérsékletet a Titan közelében és a Szaturnusz magnetoszférájának bizonyos részein. Tanulmányozza a mágneses tér konfigurációját, az ionoszférát, a plazmát és a légköri villámokat.
- Radio Science Subsystem (RSS): földi rádióantennák segítségével figyeli, milyen változásokat szenvednek az űrszonda rádiójelei különböző objektumokon való áthaladáskor (ilyenek például a Titan légköre vagy a Szaturnusz gyűrűi). Tanulmányozza a légkörök és ionoszférák összetételét, nyomását és hőmérsékletét, a gyűrűk sugaras szerkezetét, a részecskék méretét, eloszlását a gyűrűkben és a gravitációs hullámokat. A műszer X-, S- és Ka-sávú kommunikációs kapcsolatot használ.
- Ultraviolet Imaging Spectrograph (UVIS): visszaverődő ultraibolya fényben készít képeket, az objektumok (mint a Szaturnusz felhői ésvagy gyűrűi) szerkezetének és összetételének vizsgálatához. Segít meghatározni a légkörök összetételét, eloszlását, részecsketartalmát és hőmérsékletét.
- Visible and Infrared Mapping Spectrometer (VIMS): két kamerából áll: az egyik a látható tartományban mér, a másik infravörösben. Segítségével többet tudhatunk meg a holdfelszínek, gyűrűk és légkörök összetételéről. A VIMS figyeli még a gyűrűkön áthaladó napfényt és csillagfényt, amelyből következtetni lehet a gyűrű szerkezetére. A VIMS méri még a légkörökből, gyűrűkről és felszínekről visszaverődött vagy kibocsátott sugárzást 350-5100 nanométer hullámhossz között.

### Magyar oldalak
- A Cassini űrszonda 2004-ben megközelíti a Szaturnuszt. Mit észlelt a Jupiter közelében? http://www.hso.hu
- A Cassini program tudományos eredményei Archiválva 2005. március 7-i dátummal a Wayback Machine-ben

### Külföldi oldalak
- Cassini Mission Homepage by the Jet Propulsion Laboratory
- Cassini Imaging Homepage